# Salutogenese

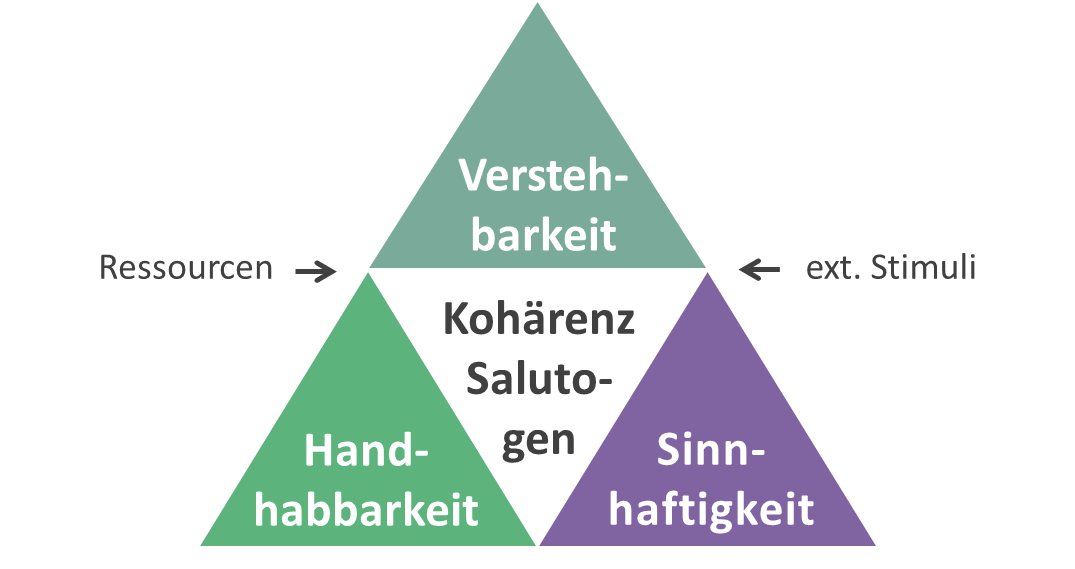
Dimensionen und Einflussfaktoren nach Antonovsky

Salutogenese („Gesundwerdung“; abgeleitet von lateinisch salus ‚Gesundheit‘, ‚Wohlbefinden‘, und altgriechisch γένεσις genesis ‚Geburt‘, ‚Entstehung‘) bezeichnet einerseits eine Fragestellung und Sichtweise für die Medizin und andererseits ein Rahmenkonzept, das sich auf Faktoren und dynamische Wechselwirkungen bezieht, die zur Entstehung und Erhaltung von Gesundheit führen. Der israelisch-amerikanische Medizinsoziologe Aaron Antonovsky (1923–1994) prägte den Ausdruck in den 1970er Jahren als komplementären Begriff zu Pathogenese. Im Jahre 1979 veröffentlichte er sein Salutogenese-Modell. Dabei stellte er den Sense of coherence (SOC), das Kohärenzgefühl, und dessen Komponenten Verstehbarkeit, Handhabbarkeit und Bedeutsamkeit/Sinnhaftigkeit in den Mittelpunkt der Entstehung von Gesundheit. Nach dem Salutogenese-Modell ist Gesundheit nicht als fixer Zustand, sondern als Ziel eines komplexen Prozesses zu verstehen. Risiko- und Schutzfaktoren stehen hierbei in einer Wechselwirkung.

## Wie Gesundheit entsteht
Aaron Antonovsky wertete 1970 eine Erhebung über die Anpassungsfähigkeit von Frauen verschiedener ethnischer Gruppen an die Menopause aus. Eine Gruppe war 1939 zwischen 16 und 25 Jahre alt und hatte sich zu dieser Zeit in einem nationalsozialistischen Konzentrationslager (KZ) befunden. Ihr psychischer und körperlicher Gesundheitszustand wurde mit dem einer Kontrollgruppe verglichen. Der Anteil der in ihrer Gesundheit nicht beeinträchtigten Frauen betrug in der Kontrollgruppe 51 % im Vergleich zu 29 % der KZ-Überlebenden. Nicht der Unterschied an sich, sondern die Tatsache, dass in der Gruppe der KZ-Überlebenden 29 % der Frauen trotz der unvorstellbaren Qualen eines Lagerlebens mit anschließendem Flüchtlingsdasein als (körperlich und psychisch) „gesund“ beurteilt wurden, war für ihn ein unerwartetes Ergebnis.
Diese Beobachtung führte ihn zu der Frage, welche Eigenschaften und Ressourcen diesen Menschen geholfen hatten, unter den Bedingungen der KZ-Haft sowie in den Jahren danach ihre (körperliche und psychische) Gesundheit wiederherzustellen – allgemein: Wie entsteht Gesundheit? So brachte Antonovsky die Frage nach der Entstehung von Gesundheit in die Wissenschaft ein – im Gegensatz, aber auch in Ergänzung zur pathogenetischen Fragestellung der traditionellen Medizin. Antonovsky entwickelte die Salutogenese als ein Konzept der Entstehung von Gesundheit.
Antonovsky postulierte die Existenz generalisierter Widerstandsressourcen, welche in Situationen aller Art zur Unterstützung der Bewältigung von Stressoren und das durch sie hervorgerufene Spannungserleben eingesetzt werden können. Dabei sei es allen generalisierten Widerstandsressourcen gemeinsam, dass sie den unzähligen uns ständig treffenden Stressoren eine „Bedeutung“ erteilten.

### Kohärenzgefühl nach Antonovsky

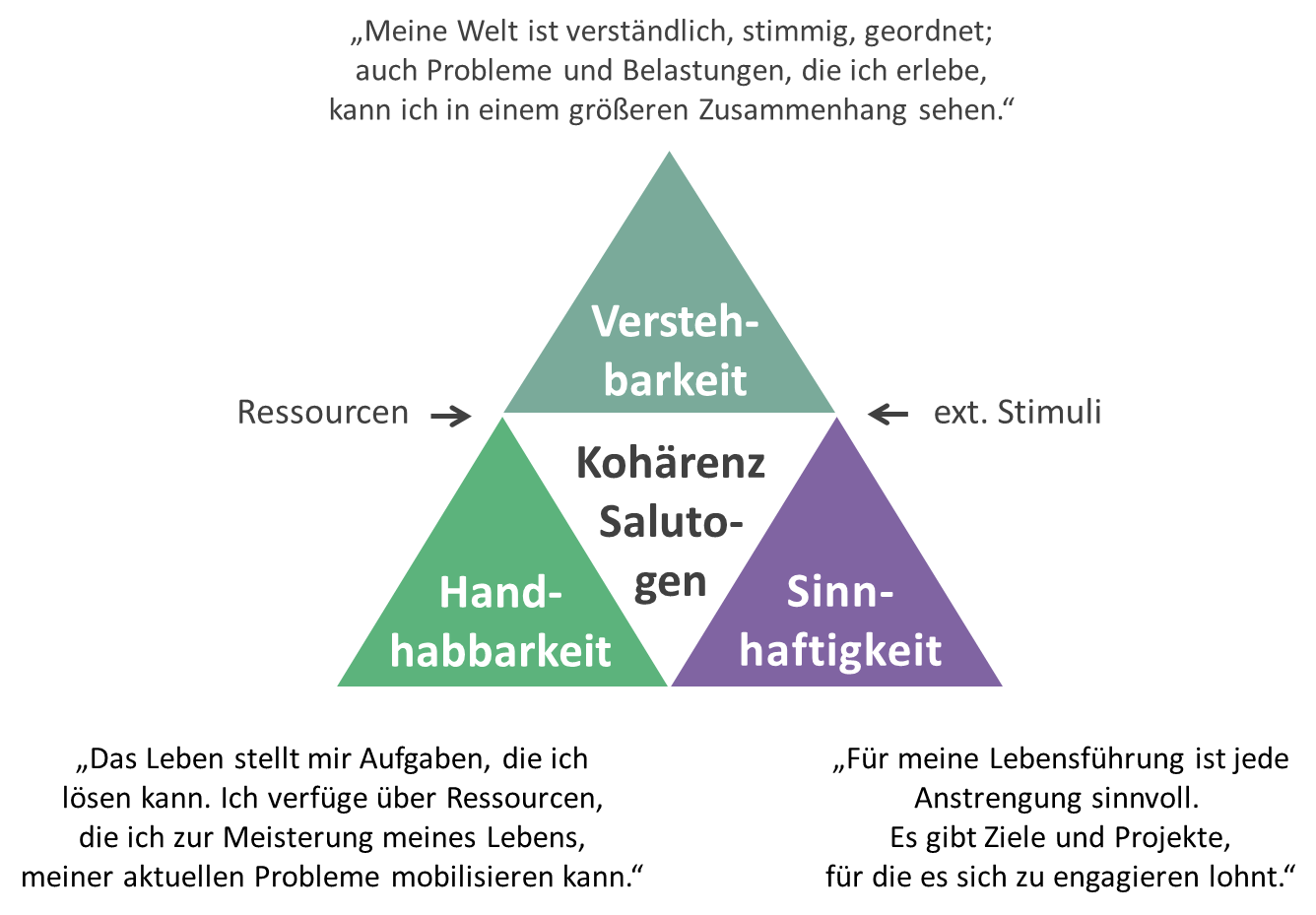
Die drei Dimensionen + Einflussfaktoren zum Kohärenzgefühl nach Antonovsky mit Zitaten von Heiner Keupp

Das Kohärenzgefühl ist ein zentraler Aspekt in der Salutogenese von Aaron Antonovsky (1923–1994). Nach Antonovsky hat das Kohärenzgefühl drei Aspekte:
- Die Fähigkeit, die Zusammenhänge des Lebens zu verstehen – das Gefühl der Verstehbarkeit.
- Die Überzeugung, das eigene Leben gestalten zu können – das Gefühl der Handhabbarkeit oder Bewältigbarkeit (ähnlich dem Begriff der „Selbstwirksamkeitserwartung“ nach Albert Bandura).
- Das Gefühl von Bedeutsamkeit / Sinnhaftigkeit des Lebens.

Er stellt dieses Kohärenzgefühl, auch Sense of Coherence (SOC) oder „Sinn für Kohärenz“ genannt, ins Zentrum seiner Antwort auf die Frage „Wie entsteht Gesundheit?“:
„Das SOC (Kohärenzgefühl) ist eine globale Orientierung, die ausdrückt, in welchem Ausmaß man ein durchdringendes, andauerndes und dennoch dynamisches Gefühl des Vertrauens hat, dass
1. die Stimuli, die sich im Verlauf des Lebens aus der inneren und äußeren Umgebung ergeben, strukturiert, vorhersehbar und erklärbar sind;
2. einem die Ressourcen zur Verfügung stehen, um den Anforderungen, die diese Stimuli stellen, zu begegnen;
3. diese Anforderungen Herausforderungen sind, die Anstrengung und Engagement lohnen.“[7]

Dementsprechend wird das Kohärenzgefühl nach Antonovsky von drei Komponenten gebildet, jeweils als (subjektive) Empfindungen: erstens der Verstehbarkeit, zweitens der Handhabbarkeit bzw. Bewältigbarkeit, drittens dem Gefühl von Bedeutsamkeit bzw. Sinnhaftigkeit. Um dieses Kohärenzgefühl zu messen, hat er einen „Fragebogen zur Lebensorientierung“ mit 29 Items entwickelt, der nach der Ausprägung dieser drei Komponenten fragt.
Gesundheit und Krankheit sind für Antonovsky sowohl von Subjektivität geprägte Erlebnisse als auch von objektiven Faktoren bedingte Zustände, deren Ausprägung auf Gesundheits-Krankheits-Kontinuen gedacht werden kann. Bei jedem Menschen sind gesunde und kranke Aspekte feststellbar, solange er lebt. Auch bei einem Sterbenskranken findet man noch gesunde Anteile. Jeder bewegt sich auf einem Kontinuum und ist damit nicht entweder gesund oder krank, sondern immer im Prozess von sowohl gesund als auch krank.
Antonovsky betont, dass Gesundheit ein mehrdimensionales Geschehen ist und stark mit den sozialen und kulturellen Kontexten verbunden ist. Allerdings meint er, dass seine Messung des SOC und der Zusammenhang zur Gesundheit unabhängig von Kultur und Geschlecht sei.
Heiner Keupp beschreibt die drei Komponenten von Antonovskys Kohärenzgefühl in folgenden Worten: „Kohärenz ist das Gefühl, dass es Zusammenhang und Sinn im Leben gibt, dass das Leben nicht einem unbeeinflussbaren Schicksal unterworfen ist.
- Meine Welt ist verständlich, stimmig, geordnet; auch Probleme und Belastungen, die ich erlebe, kann ich in einem größeren Zusammenhang sehen (Verstehensebene).
- Das Leben stellt mir Aufgaben, die ich lösen kann. Ich verfüge über Ressourcen, die ich zur Meisterung meines Lebens, meiner aktuellen Probleme mobilisieren kann (Bewältigungsebene).
- Für meine Lebensführung ist jede Anstrengung sinnvoll. Es gibt Ziele und Projekte, für die es sich zu engagieren lohnt (Sinnebene).“[9]

Und er fügt an: „Der Zustand der Demoralisierung bildet den Gegenpol zum Kohärenzsinn.“ Keupp betont, dass seiner Auffassung nach der Kohärenzsinn keine innere Einheit voraussetzen sollte, sondern dass dabei Optionen offen sein dürfen und eine Verknüpfung scheinbar widersprüchlicher Fragmente möglich ist.

## Integration und Weiterentwicklung

### Kohärenzregulation nach Petzold

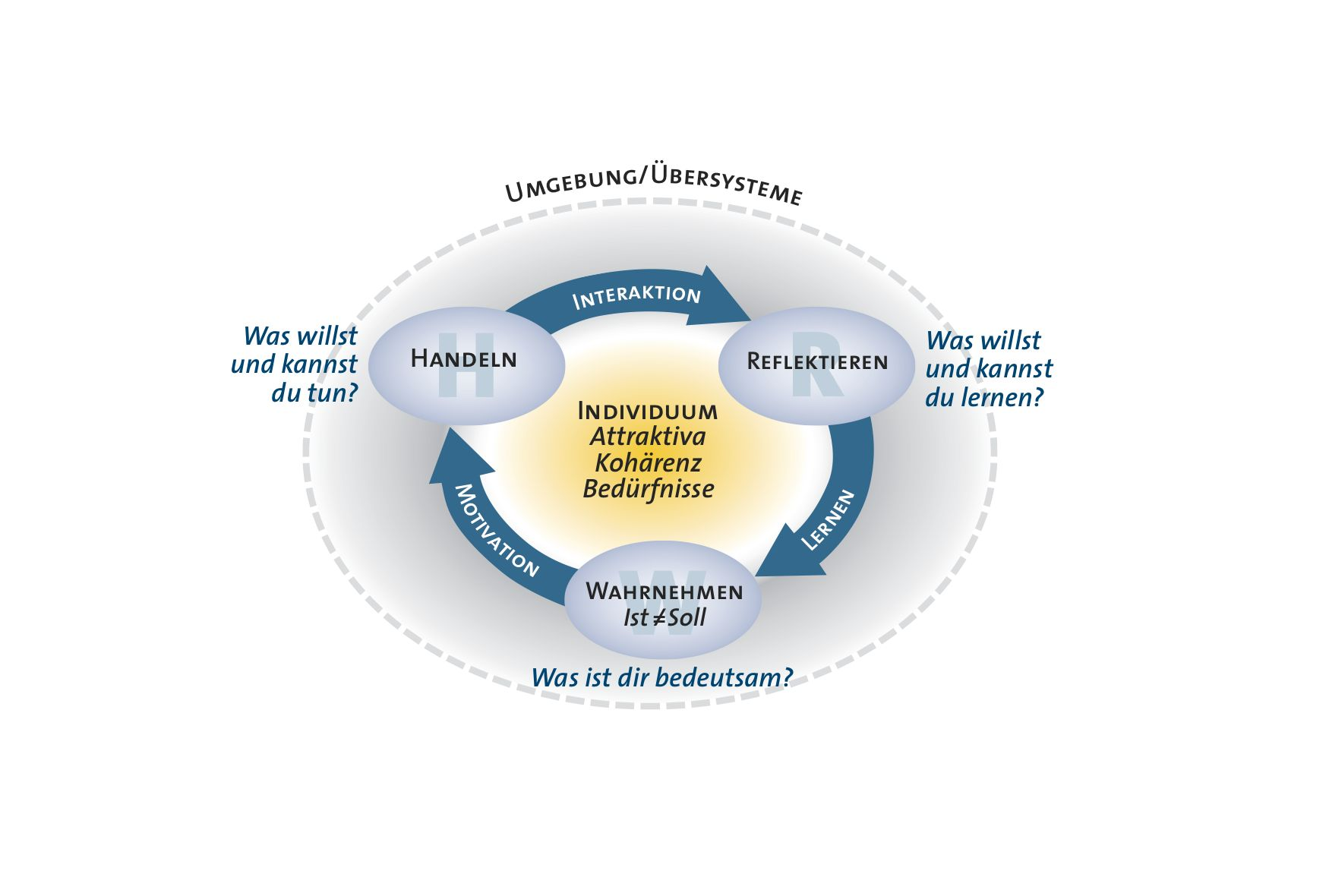
Die menschliche Selbst- und Stimmigkeitsregulation und die drei entscheidenden Fragen. Unser Leben dreht sich um Attraktiva. Das übergeordnete attraktive Ziel ist die Stimmigkeit. Die Selbstregulation startet mit dem Wahrnehmen, das von der maßgeblichen Attraktiva, auch Soll-Zuständen, gesteuert wird. Daraus folgt die Motivation zum Handeln. Nach der Aktivität bilanziert und reflektiert der Mensch das Ergebnis und den Verlauf der Interaktion mit der Umgebung (Petzold 2021a S. 21).

Der englische Begriff Sense of Coherence (SOC), den Antonovsky als „Kohärenzkonzept“ ins Zentrum seines Salutogenesekonzeptes gestellt hat, hat zwei unterschiedliche Bedeutungsinhalte: 1. einen Sinn für Kohärenz (Stimmigkeit, Zusammenhalt) und 2. ein Gefühl von Kohärenz. In den meisten deutschen Übersetzungen wird nur der zweite Aspekt, das „Kohärenzgefühl“ bearbeitet. Aufgrund neurophysiologischer Erkenntnisse kann man davon ausgehen, dass bei Menschen (wie auch bei vielen oder allen Tieren) ein Sinn, eine neurobiologisch zentrale Empfindungsfähigkeit für aufbauende Kohärenz (stimmige Verbundenheit, innen oder z. B. auch im sozialen System) angeboren ist.
Diese Empfindungsfähigkeit ist sozusagen das innere Messinstrument, das uns differenziert Auskunft gibt, ob und wie unser Bedürfnis nach verträglicher materieller (Luft, Temperatur usw.) und menschlicher Umgebung, nach Angenommensein, nach Zugehörigkeit befriedigt wird oder nicht. Wenn jemand von nächsten Mitmenschen positive Resonanz auf sein Dasein erhält, wenn also unser Bedürfnis nach Zugehörigkeit befriedigt wird, dann kann ein Kohärenzgefühl (Zugehörigkeitsgefühl, erfüllende aufbauende Bindung, ein tiefes Vertrauen) entstehen.
Grawe geht von einem übergeordneten Grundbedürfnis nach Stimmigkeit (er nennt es Konsistenz und Kongruenz) aus, was das Gleiche meint wie das übergeordnete Streben nach Kohärenz als Basisstreben der Salutogenese. Dabei sind der Sinn für Kohärenz und das Kohärenzgefühl verschieden und sie hängen zusammen. Der Sinn für Kohärenz ist angeboren, das Kohärenzgefühl entsteht durch Beziehungen, durch zwischenmenschliche Kommunikation. Deshalb ist Kommunikation im sehr weiten Sinne das entscheidende Instrument zur Anregung bzw. Erzeugung von Kohärenzgefühl.

### Salutogenese und Pathogenese
Salutogenese als Wissenschaft von der Entstehung von Gesundheit und Pathogenese als Wissenschaft von der Entstehung von Krankheit ergänzen sich. Die zugrunde liegenden Fragestellungen orientieren den Fragenden allerdings in zwei unterschiedliche Richtungen: Die pathogenetisch Orientierten schauen auf die Krankheiten, ihre Ursachen und die Gefahren, die es zu vermeiden oder zu bekämpfen gilt. Die salutogenetisch Orientierten blicken auf attraktive Gesundheitsziele, die sie erreichen wollen und wozu sie möglichst viele Ressourcen erschließen wollen. Diese unterschiedliche Orientierung kann in der Praxis zu sehr unterschiedlichen Folgen führen. Beispielsweise wird man bei vielen modernen chronischen Zivilisationserkrankungen wie Übergewicht, Diabetes mellitus u. a. nach attraktiven Zielen und helfenden Ressourcen suchen, die den Menschen mehr Freude und Erfolg bringen (als z. B. Fastfood und Süßigkeiten): für Kinder beispielsweise Gruppenspiele mit Freude an Bewegung, wertschätzende Kommunikation und Förderung der individuellen Fähigkeiten. Dies ist in der Gesundheitsförderung als „Empowerment“-Strategie bekannt. Hier sind große Ähnlichkeiten auch zur Stärkung der „Resilienz“, „Psychohygiene“ und anderen nahestehenden Begrifflichkeiten. Es ist ein Unterschied zu dem, was von der Medizin lange Zeit weithin als Prävention unternommen wurde, um einzelne Krankheiten wie Herzinfarkt zu verhindern, wie z. B. Vermeiden von fett- und salzreicher Nahrung und Bewegungsmangel. Der Arzt Eckhard Schiffer kennzeichnet Salutogenese als „Schatzsuche“ im Unterschied zur „Fehlerfahndung“ der herrschenden pathogenetisch orientierten Denkrichtung in Medizin und Pädagogik.

### Synergie der Salutogenese
Die pathogenetische und salutogenetische Sichtweise können sich im Sinne von Antonovsky ergänzen. Die Wechselbeziehung von Salutogenese und Pathogenese können heute unter Zuhilfenahme der Neurowissenschaften genauer beschrieben werden, als Antonovsky es explizit formuliert hat: die Grundlage des Lebens ist die gesunde Entwicklung, die Salutogenese. Diese wird durch Krankheiten bzw. deren Vermeidung ergänzt bzw. ermöglicht.
In der Selbstregulation des Menschen (s. Grafik von Petzold) und anderer Lebewesen sind drei Aspekte des Lebens in den neuropsychischen motivationalen Systemen zur Annäherung, Abwendung/Vermeidung und Gelassenheit in Stimmigkeit wiederzufinden. Das „Annäherungssystem“ genannte Schaltsystem im Gehirn, das eng mit dem Lustzentrum (Nucleus accumbens) verschaltet ist, stimmt uns bei attraktiven Zielen positiv und motiviert zu aufbauendem Verhalten. Dieses wird aktiviert durch eine salutogenetische Orientierung. Als ebenso lebensnotwendige Ergänzung gibt es das sogenannte „Abwendungs-“ oder „Vermeidungssystem“. Es steuert das Verhalten, wenn es darum geht, Gefahren wie Gesundheitsrisiken und Krankheiten zu vermeiden oder zu bekämpfen. Das Abwendungs-/Vermeidungssystem ist eng mit dem Angstzentrum im Gehirn (Amygdala) verschaltet. Aus der Suchtforschung gibt es Erkenntnisse, die auf ein drittes und übergeordnetes motivationales System schließen lassen. Dieses ermöglicht nicht suchtkranken Menschen, auf eine Droge zu verzichten, wenn sie wissen, dass diese ihnen nicht guttut. Es ermöglicht Menschen auch, auf Kampf oder Flucht und andere Affekte zu verzichten, wenn sie die Gefahr relativiert haben. In dieser motivationalen Einstellung haben wir ein Gefühl von Gelassenheit und Stimmigkeit. In Referenz zu Grawes postuliertem übergeordneten Streben nach „Konsistenz“ nennt Petzold diese übergeordnete Motivation „Kohärenzmotivation“ und das neuro-motivationale System „Kohärenzsystem“.
Eine gesunde Entwicklung wird durch ein gutes Zusammenspiel dieser beiden neuropsychischen Systeme ermöglicht und hergestellt. Analog ist also auch ein synergetisches Zusammenspiel von salutogenetischer und pathogenetischer Orientierung eine Möglichkeit, um gesunde Entwicklung, Salutogenese (die Entstehung von Gesundheit) optimal zu fördern.

### Systemische Gesundheit
Das Konzept der Salutogenese wurde durch Antonovsky und andere Forscher auf die Familie und ihre sozialen Interaktionen ausgeweitet. Aaron Antonowsky und Talma Sourani weisen eine Korrelation des Familien-Kohärenzgefühls mit allgemeiner Zufriedenheit auf, ohne eine direkte Kausalität zu postulieren, und sie deuten das Maß an Kohärenz als möglichen Hinweis auf die Fähigkeit von Familien, mit Stressoren und Konflikten umzugehen. Doris Bender und Friedrich Lösel zeigten auf, dass die Erfahrungen in der Beziehung auch auf das Kohärenzgefühl zurückwirken können. Walter Schmidt spricht von der Herausforderung an partnerschaftlich orientierte Paare, Elternschaft und Erwerbsarbeit so zu gestalten, „dass die auftretenden Konflikte strukturiert, vorhersehbar und erklärbar gemacht werden[,] Ressourcen entdeckt und verfügbar gemacht werden, diesen Konflikten zu begegnen[, und] die Konfliktbewältigung – oder zumindest Konfliktverringerung – als Herausforderung gesehen wird, die Anstrengung und Engagement lohnt“. Schmidt hebt des Weiteren die Stärkung generalisierter Widerstandsressourcen in Anwendung des Salutogenese-Ansatzes als Lösungsansatz hervor.

### Chaos und Ordnung
Schon Antonovsky schrieb, dass das Salutogenese-Konzept dann zu weiterer Blüte kommen werde, wenn es mehr Klarheit über die Gesetzmäßigkeiten gebe, wie aus Chaos Ordnung entsteht, wie also aus der scheinbar chaotischen Unendlichkeit biochemischer Möglichkeiten und Vorgänge die so hohe dynamische und komplexe Regulation unseres Organismus entsteht. Der Arzt Theodor Dierk Petzold hat diese Gedanken in seinen Büchern weiter ausgeführt.
Dabei bewegen Menschen sich jeweils in mehr oder weniger konstruktiver Kohärenz und Resonanz zu ihren äußeren mehrdimensionalen Zusammenhängen: ihrer physischen Umwelt, ihrer Mitmenschen und ihrer Kultur und auch ihrem globalen Kontext.
Seit 2003 wurden Qualitätskriterien für salutogenetisch orientierte Arbeit in Qualitätszirkeln, zunächst an der Uni Göttingen (insbesondere in der Kooperation mit Ottomar Bahrs) und Witten-Herdecke (Peter Matthiessen), dann auch im Zentrum für Salutogenese in Bad Gandersheim diskutiert und erarbeitet. Kurz gesagt, bedeutet eine salutogenetische Orientierung eine Ausrichtung auf attraktive Gesundheitsziele und Erschließen bzw. Schaffen hilfreicher Ressourcen.
Die Sieben Merkmale einer salutogenetischen Orientierung beinhalten, dass die Menschen beziehungsweise Methoden
1. sich an Stimmigkeit, aufbauender Kohärenz (Verbundenheit) orientieren;
2. sich auf Gesundheit (attraktive Ziele, Vorstellungen) ausrichten;
3. sich auf Ressourcen ausrichten;
4. das Subjekt und Subjektive (Selbstwahrnehmung, subjektive Theorien, Eigenaktivität usw.) wertschätzen;
5. Aufmerksamkeit für systemische Selbstorganisation und -regulation (auch Selbstheilungsvermögen) haben (individuell und kontextbezogen: sozial, kulturell, global);
6. dynamisch sowohl prozess- als auch lösungsorientiert denken (bzw. durchdacht sind) und auf Entwicklung und Evolution achten;
7. mehrere Möglichkeiten einschließen: z. B. sowohl salutogenetisch als auch pathogenetisch.

|    | Salutogenetischer Fokus                     | Pathogenetische Ergänzung                |
| -- | ------------------------------------------- | ---------------------------------------- |
| 1. | Stimmigkeit – Kohärenz                      | Problem – Unstimmigkeit                  |
| 2. | Attraktive Gesundheitsziele                 | Vermeidungsziele                         |
| 3. | Ressourcen                                  | Defizite                                 |
| 4. | Subjekt und Subjektives                     | Norm                                     |
| 5. | Systemische Selbstregulation – Kontextbezug | Isolierende Analyse – Ursache im Kleinen |
| 6. | Entwicklung und Evolution                   | Zustand bzw. Entropie                    |
| 7. | Mehrere Möglichkeiten: sowohl – als auch    | Eine Möglichkeit: entweder – oder        |

## Forschungskonzepte
Bereits seit vielen Jahren befassen sich insbesondere sechs Gruppen mit der Salutogenese:
1. In den seit 1995 jährlich stattfindenden Wartburggesprächen[28] um Wolfram Schüffel (emeritierter Leiter der Uni-Klinik für Psychosomatik in Marburg), aus denen das 1998 erschienene Handbuch der Salutogenese[29] entstanden ist. Hier wird besonders die Verbindung der Salutogenese zur Balint-Arbeit, Philosophie und auch Psychoanalyse gepflegt.
2. In der anthroposophischen Medizin um Michaela Glöckler (am Goetheanum, Dornach, Schweiz) und Peter Matthiessen, einem Mitbegründer der privaten Universität Witten/Herdecke (1982). In der Anthroposophie wird eine salutogenetische Orientierung mit der anthroposophischen Medizin und der Waldorfpädagogik verbunden.
3. In dem Dachverband Salutogenese (ehemals Akademie für patientenzentrierte Medizin APAM e. V.)[30] bzw. der Universität Göttingen werden um Ottomar Bahrs (Medizin. Psychologie und Soziologie Uni Göttingen; Gesellschaft für medizinische Kommunikation) Konzepte zur Forschung zur salutogenetischen Orientierung in der allgemeinmedizinischen Praxis in Kooperationen entwickelt. Der Vorstand vom Dachverband Salutogenese e. V. (Theodor Dierk Petzold; Ottomar Bahrs) gibt die erste Zeitschrift für Salutogenese Der Mensch heraus.
4. Im Zentrum für Salutogenese[31] mit einem jährlichen Symposium für Salutogenese seit 2005 um Theodor Dierk Petzold (Arzt für Allgemeinmedizin, Lehrbeauftragter für Allgemeinmedizin an der Medizinischen Hochschule Hannover) geht es vor allem um eine Weiterentwicklung des Salutogenesekonzeptes sowohl theoretisch als auch praktisch (Salutogene Kommunikation SalKom). Aus diesen Symposien sind bislang vier thematische Sammelbände zur Salutogenese entstanden.
5. In der GesundheitsAkademie in Bielefeld um Eberhard Göpel (Hochschule Magdeburg-Stendal, Vorsitzender der Hochschulen für Gesundheit e. V.), Alexa Franke (Universität Dortmund; HEDE-Training) und Günther Hölling (Patienten-Beratungsstellen) sind besonders salutogenetisch orientierte Konzepte zur Gesundheitsförderung ausgearbeitet. An der Hochschule Magdeburg findet jährlich eine Sommerakademie zur Gesundheitsförderung statt.
6. In der Thematic Group on Salutogenesis der International Union for Health Promotion and Education (IUHPE)[32] um Monica Eriksson in Helsinki, die besonders den internationalen Forschungsstand und Metastudien mit dem SOC-Fragebogen und ähnlichen erfasst.

Auch in praxisorientierten Studiengängen gewinnt das Konzept der Salutogenese an Relevanz. So wirft beispielsweise der an der Zürcher Hochschule für Angewandte Wissenschaften durchgeführte Bachelor in Gesundheitsförderung und Prävention den Blick auf die Frage, wie salutogenetische Ansätze in der Berufspraxis von Gesundheitsförderern verankert werden können.

## Kritik der Salutogenese
Antonovsky sah das Kohärenzgefühl (Sense of Coherence, SOC) als Gesundheitsressource an, die grundlegend in der frühen Kindheit und im Jugendalter erworben und sich etwa ab dem 30. Lebensjahr nicht mehr auf irgendeine radikale Weise verändern werde. Diese Annahme konnte durch zwei umfangreiche Studien nicht bestätigt werden. Nach einer deutschen Studie entwickelt sich der SOC positiv entlang der Lebenslinie. Zudem belegt diese Studie auch, dass Frauen bis etwa zum 50. Lebensjahr einen stärkeren SOC haben als Männer und dass es danach umgekehrt ist. Damit werden die Ergebnisse einer repräsentativen kanadischen Studie gestützt, die zu vergleichbaren Ergebnissen gelangt ist.
Kritisch zu sehen ist eventuell der Fragebogen zum SOC, der bisher – wenn überhaupt – nur sehr schwache Korrelationen des Kohärenzgefühls zu körperlicher Gesundheit gezeigt hat, wohl aber zu psychosomatischen Erkrankungen. Es gibt in Deutschland eine zunehmende Zahl von Forschungen zu diesem Thema, die aber von ihrer wissenschaftlichen Qualität her noch in den Kinderschuhen stecken. Es taucht immer wieder die Frage auf, welche Forschungsdesigns mit welchen Fragebögen für die salutogenetische Frage taugen. Das Problem besteht immer wieder in der Messbarmachung (Operationalisierung) von psychischen und sozialen subjektiven Empfindungen. Unterschiedliche Begriffe können das gleiche Phänomen meinen genauso wie gleiche Begriffe von den Befragten unterschiedlich verstanden werden. So sind die von Antonovsky gewählten Begriffe von „Verstehbarkeit“, „Handhabbarkeit“ und „Bedeutsamkeit“ in unseren Bedeutungssystemen sehr unterschiedlich belegt, wie die Literatur zu diesen Themen zeigt. Es besteht noch keine einheitlich operationalisierte Definition dieser Begriffe, die aufzeigt, wie sie in einem dynamischen Modell der Entstehung von Gesundheit zusammenwirken.
Eine klare Abgrenzung des Kohärenzgefühls von anderen inhaltlich verwandten Konstrukten ist schwierig. Dazu gehören: Kontrollüberzeugung, Selbstwirksamkeitserwartung, Optimismus, Hardiness und Resilienz. In der Beurteilung der Konstrukte sollte man primär mehr auf die beschriebenen und erforschten Phänomene schauen und erst dann nach den Begriffen. So könnten auch andere Forschungen, die nicht unter dem Begriff der Salutogenese und dem Konzept von Antonovsky durchgeführt wurden, wohl aber die Fragestellung nach der Entstehung von Gesundheit behandeln, mehr in Betracht gezogen oder/und neu entwickelt werden.